# Lita de Lázzari
Ángela María Palermo de Lázzari, conocida como Lita de Lázzari, (Buenos Aires, 27 de julio de 1925-Buenos Aires, 17 de mayo de 2015) fue una mediática ama de casa y presentadora de televisión argentina, presidenta honoraria de la Liga de Amas de Casa, Consumidores y Usuarios de la República Argentina. También fue presidenta de la Unión Intercontinental de Amas de Casa y Consumidores. Es la madre del político y empresario Gustavo Lazzari

## Biografía
Nació el 27 de julio de 1925, en Buenos Aires, con el nombre de Ángela María Palermo, hija de un panadero y una modista. Su abuela le enseñó a ahorrar. A los diez años la mandaba a la feria de Mataderos, donde vivía, con poco dinero y una consigna «Que recorriera los puestos dos veces, que recordara los precios para luego compararlos». Lita lo hacía tan bien que volvía con vuelto. Trabajó como costurera y cantó en el coro de la parroquia, hasta que entró como empleada en una fábrica italiana de autopartes. Hasta que en 1954 , se casó con Hugo Lazzari, quien se convertiría en su esposo por toda la vida y el padre de sus 3 hijos. Dejó de trabajar cuando nació su primera hija y al poco tiempo asumió la presidencia del Centro Odontológico Infantil de Mataderos. En 1980 ya estaba al frente de la Asociación de Mujeres de Negocios y Profesionales Juana Azurduy. En 1982 logró la presidencia de la Liga de Amas de Casa, cargo que ocupó hasta su muerte.
Durante los años 1990 comenzó a hacerse muy conocida a nivel mediático. Tuvo muchas apariciones en la televisión y un programa propio en el canal estatal de Argentina, ATC llamado El Show de Lita (1995) y posteriormente el ciclo El parlamento de Lita, en el que compartía la conducción con el presentador de televisión Jorge Rossi. Allí hizo célebre su famosa frase, al aconsejar a las amas de casa a ahorrar y buscar precios: «Camine, señora, camine». También condujo ciclos en canales de televisión por cable.
Participó en la televisión en noticieros y varios programas. Fue convocada por muchas empresas para ser la cara de sus marcas. 
Fue conocida por darle consejos a las amas de casa argentinas y sus frases hacia ellas eran: «Caminen, chicas», «busquen precio» o «hay que caminar y buscar precio». En 2008 fue contratada por una marca comercial, y apareció en televisión en un comercial en el que dice: «Yo, no camino más», y se la ve ir al mercado en motocicleta. En 2010 publicó el libro Vivencias de una patriota pionera, realizado sobre la base de un extenso reportaje en el que la referente de las amas de casa cuenta su vida y trayectoria con diversas anécdotas. Fue publicado por Editorial Grito Sagrado y presentado por Lita de Lázzari y Leandro Gasco, periodista internacional que prologó el libro, en la Feria Internacional del Libro en Buenos Aires, Argentina. En abril de 2014 fue presentado el libro Camine, señora, camine (Educación, Patria y Consumo) escrito por Ángela "Lita" Palermo de Lázzari y el periodista internacional Leandro Gasco, publicado por RG Ediciones (ISBN 978-987-27623-0-5). En 86 páginas la obra reúne consejos a las amas de casa, usuarios y consumidores, con educación ciudadana y valores patrióticos con conocimiento de derechos y obligaciones plasmado en el rescate de artículos y leyes fundamentales.
Una de sus últimas apariciones televisivas sucedió a fines de 2008 en el programa Almorzando con Mirtha Legrand donde le aconsejó a la conductora que recorriera los supermercados y buscara buenos precios.
En 2009 participó en dos programas de radio. En uno de ellos presentaba recetas de cocina con precios económicos destinado al público de amas de casa. En 2014 realizó su propio programa de Radio, En Contacto por AM 830 Radio del Pueblo, que condujo junto al periodista y productor Leandro Gasco.
La última aparición pública de Lita de Lázzari fue el 3 de octubre de 2014, ya con 89 años cumplidos, en el magazine El diario de Mariana. Allí conversó con Mariana Fabbiani y los panelistas del programa sobre su actualidad personal y su estado de salud.

## Críticas
Una de las mayores polémicas la generó en la década de 1990, cuando apareció en el medio de la calle subida a un tanque de guerra militar y reclamó la pena de muerte para los delincuentes. En otra ocasión, entrevistada por un notero del programa Caiga quien caiga, dio a entender que muchos desaparecidos se encontraban paseando por Europa.

## Accidente
El martes 6 de diciembre de 2011 sufrió la fractura de su cadera a causa de una caída. Tras el accidente fue intervenida en el Sanatorio Otamendi, de la ciudad de Buenos Aires y producto de dicha intervención quirúrgica no pudo reponerse de la anestesia, razón por la que se informó que se encontraba en terapia intensiva en estado muy delicado en el mencionado sanatorio. A últimas horas del 7 de diciembre de 2011 le fue dado -por parte del padre Julio César Grassi- el sacramento de la unción de los enfermos, debido a la gravedad de su estado. El 19 de diciembre despertó de su estado de coma. En mayo de 2012 se conoció la noticia de que se recuperó satisfactoriamente.

## Fallecimiento
El domingo 17 de mayo de 2015 a las 2:45 horas, falleció en el Sanatorio Finochietto de la ciudad de Buenos Aires, donde se encontraba internada.

## Curiosidades
Una imagen de sus programas que se emitían por ATC se puede ver en una toma de la película Íntimo y personal que protagonizó en Hollywood Robert Redford con Michelle Pfeiffer.